# 글래스고 대성당

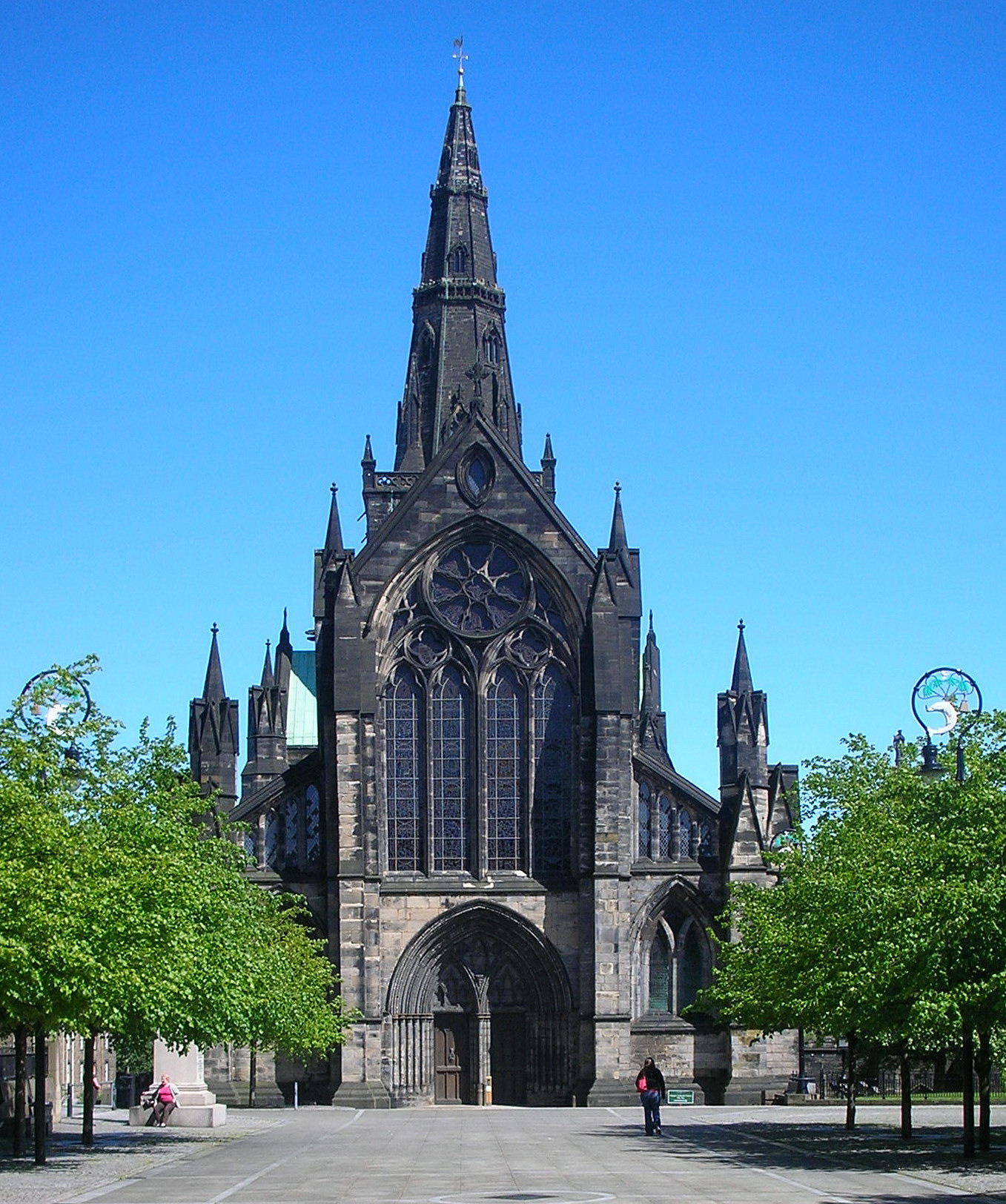

글래스고 대성당(Glasgow Cathedral, High Kirk of Glasgow, St Kentigern's, St Mungo's Cathedral)은 스코틀랜드 본토에서 가장 오래된 성당이자 글래스고에서 가장 오래된 건축물이다. 종교개혁 이후로 이 성당은 히스토릭 인바이런먼트 스코틀랜드(Historic Environment Scotland)의 책임 하에 국유화되고 있다. 신자들은 스코틀랜드 교회의 글래스고 노회에 속하며 예배는 모두에게 개방된다.